# デイヴ・ロンバード
デイヴ・ロンバード（Dave Lombardo、1965年2月16日 - ）は、キューバ系アメリカ人のロックミュージシャン、ドラマー。
主に、スラッシュメタル・バンド・スレイヤーのメンバーとして知られる。ほか様々なグループに在籍し、自らもバンドを率いて活動した。
ローリング・ストーン誌選出「歴史上最も偉大な100人のドラマー」2010年版では第12位、改訂版の2016年版では第47位。

## 概要・略歴

### 生い立ち
キューバ・ハバナで生まれ、2歳の時に、アメリカ合衆国カリフォルニア州サウスゲイトに移住する。8歳のとき、学校の発表会でサンタナのレコードに合わせてボンゴを叩いたことがきっかけとなり、学校のバンドでマーチングドラムを担当する。しかし、1年ほどで「自分に合っていない」と思い辞めてしまった。10歳のときには、父に350ドルのパール製ドラムセットを買ってもらう。同じ頃、キッスの『アライヴ!』を入手し、曲に合わせてドラムを練習するようになった。
1979年には自分のバンドを結成し、地元でプレイするようになった。1981年には、ピザの配達業で得た給料と父から借りた金で1100ドルのTAMA製ドラムを購入。そんな中、自宅の5区先にケリー・キングという名のギタリストが住んでいることを知り、彼に会いセッションを頼んだ。ケリーはこれを承諾し、その夜は自身のギター・コレクションを見せたという。この出会いがスレイヤー結成のきっかけとなった。
2022年3月、同年1月に脱退したジーン・ホグランの後任として、テスタメントへ正式加入したことを発表。ロンバードは1998年から1999年にも同バンドへ参加しており、アルバム『The Gathering』を発表している。
2023年5月5日、ドラムや打楽器を主体とした初のソロアルバム『Rites of Percussion』を発売。

## 演奏スタイル
基本的にはオールラウンダーで隙や弱点がない。異常なほど早い複雑怪奇なスティックワーク、繊細な音使い、非常に広いダイナミクスなどは、ジャズや黒人音楽を彷彿とさせる。また、旧式アイアンコブラの変態セッティングによる極悪な高速ツーバスもトレードマーク。トリガーシステムがなくても重厚で激しく、抜けがいい。
速い曲も遅い曲も、縦横無尽に演奏できるうえに、やや跳ね気味のリズムが持ち味。これにより、躍動感と生々しさが出る。スティックは軽めで振りやすいものを初期は使用していたが、最近は粘り気が強く、重めのスティックに変えている。

### 音楽活動
スレイヤーでは結成時よりドラムスを担当していたが、家庭の優先を理由に1986年に一時脱退する。この時はすぐに復帰したが、1992年の二度目の脱退後はスレイヤーとは完全に袂を分かち、翌年には自らのバンド、グリップ・インクを結成した。同バンドでは2004年までに4枚のアルバムを発表している。
また、1998年からは元フェイス・ノー・モアのマイク・パットンやメルヴィンズのバズ・オズボーンらとのプロジェクトのファントマスに参加。2005年までに4枚のスタジオ・アルバムと1枚のライブ・アルバムをリリースし、現在も活動中である。他にテスタメントやアポカリプティカにも一時的に参加している。
古巣スレイヤーには2001年には脱退したポール・ボスタフの代役としてツアーに参加した後に、2006年に正式メンバーとして復帰した。
2012年5月、ポスト・ハードコア・バンド、フィルム (PHILM)の一員としてデビュー・アルバム『ハーモニック』を発表。同作ではプロデュースも務めた。
2013年2月20日、スレイヤーから3度目の脱退。同年春、グリップ・インクの再始動に向けた準備中であることが発表された。
2014年6月、エイメンに加入したことが明らかになった。
2015年、ジャスティン・ピアソン（ザ・ロカスト）やマイク・クライン（リトックス）らと組んだプロジェクト、デッド・クロス (Dead Cross)を結成し、2017年にアルバム・デビュー。
2016年、掛け持ちでスイサイダル・テンデンシーズや、再結成ミスフィッツにも籍を置く。
2022年3月、テスタメントに23年ぶりに復帰。

### 主な在籍グループ
- スレイヤー（1981年 - 1986年、1987年 - 1992年、2001年 - 2013年）
- グリップ・ インク（1993年 - 2006年）
- ヴードゥーカルト（1993年 - 1994年）
- ファントマス（1998年 - ）
- テスタメント（1998年 - 1999年）
- アポカリプティカ（2003年 - 2004年） - サポート
- フィルム（2012年 - ）
- エイメン（2014年）
- デッド・クロス（2015年 - ）
- スイサイダル・テンデンシーズ（2016年 - ）
- ミスフィッツ（2016年 - ）

## 使用機材

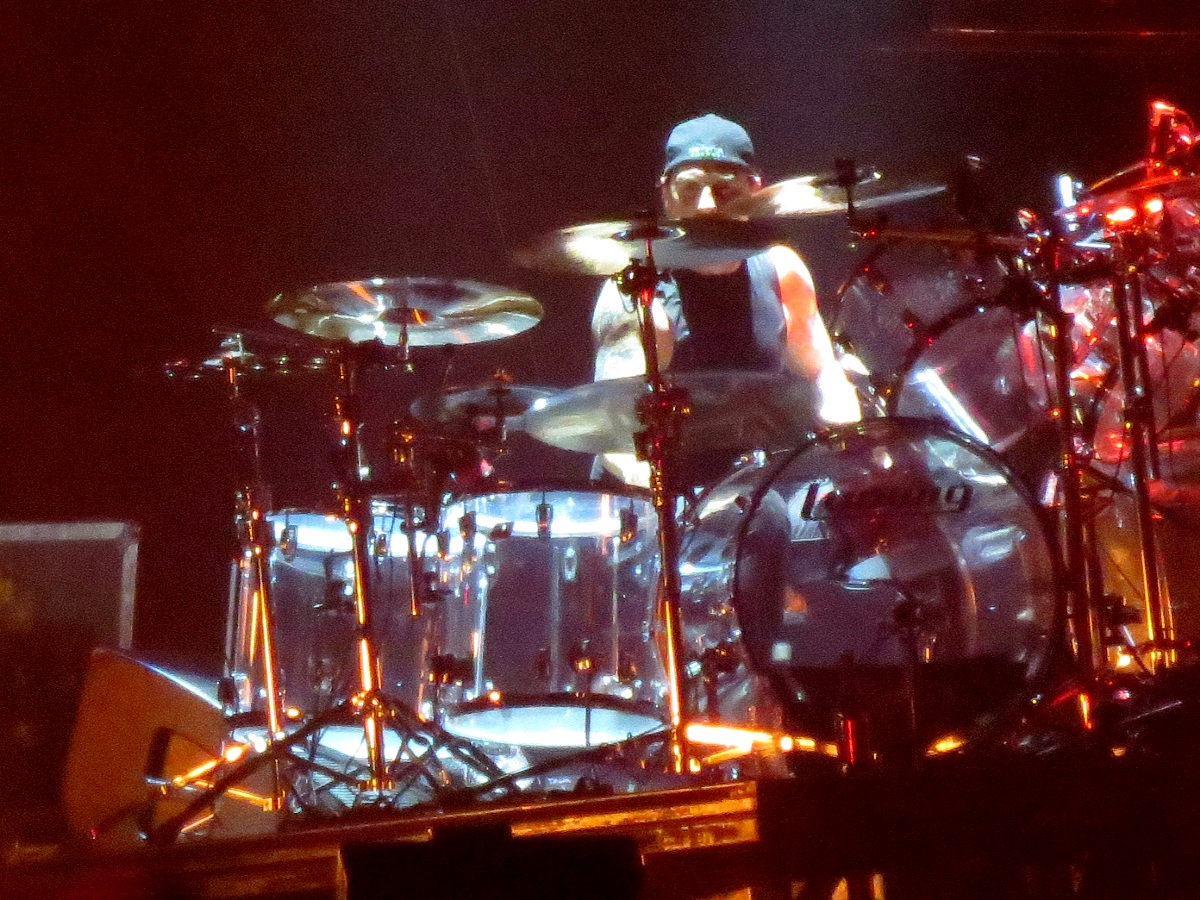
愛用のラディック製ドラムセット（2012年）

長年に渡りTAMAのドラムセットを愛用してきたが、2010年にDdrumに乗り換えた。しかし、翌2011年の夏頃からはラディック社のセットを使用するようになった。
シンバルはパイステ社、ドラムスティックはプロマークから出ているシグネチャーモデルを使用している。